# U-2325
U-2325 – niemiecki okręt podwodny (U-Boot) przybrzeżnego typu XXIII z okresu II wojny światowej. Okręt wszedł do służby w 1944 roku.

## Historia
Położenie stępki nastąpiło 29 kwietnia 1944 roku w stoczni Deutsche Werft w Hamburgu; wodowanie 13 lipca 1944. Okręt wszedł do służby 3 sierpnia 1944 roku.
U-2325 nie wykonał żadnego patrolu bojowego, w związku z tym nie zatopił żadnej jednostki przeciwnika.
Poddany 9 maja 1945 roku w Kristiansand Süd (Norwegia), przebazowany 29 maja 1945 roku do Loch Ryan (Szkocja). Zatopiony 28 listopada 1945 roku ogniem artyleryjskim niszczycieli HMS „Onslow” i ORP „Błyskawica” podczas operacji Deadlight.